# María del Carmen Ortiz
María del Carmen Ortiz Rivas (ur. 4 lutego 1957 w Almeríi) – hiszpańska polityk związana z Andaluzją, samorządowiec, deputowana do Parlamentu Europejskiego, posłanka krajowa i regionalna.

## Życiorys
Z wykształcenia psycholog. Była radną w rodzinnej Almeríi. Od 1990 do 2004 pełniła funkcję deputowanej do Parlamentu Andaluzji.
W wyborach w 1999 z ramienia Hiszpańskiej Socjalistycznej Partii Robotniczej (PSOE) kandydowała do Parlamentu Europejskiego. Mandat eurodeputowanej V kadencji objęła 8 marca 2004. Z PE odeszła po trzech tygodniach w związku z wyborem do Kongresu Deputowanych, niższej izby Kortezów Generalnych, na VIII kadencję (2004–2008). Pozostała aktywistką PSOE w regionie.
W 2015 weszła do regionalnego rządu Andaluzji, odpowiadając za rolnictwo, rybołówstwo i rozwój obszarów wiejskich. Funkcję tę pełniła do 2017.